# Jacques Blanc
Jacques Blanc (ur. 21 października 1939 w Rodez) – francuski polityk, lekarz i samorządowiec, długoletni parlamentarzysta, prezydent regionu Langwedocja-Roussillon, w latach 1994–1996 pierwszy przewodniczący Komitetu Regionów. Kawaler Legii Honorowej.

## Życiorys
Ukończył studia medyczne w Tuluzie. Podjął praktykę w zawodzie lekarza, specjalizując się w zakresie neuropsychiatrii.
Na początku lat 70. zaangażował się w działalność polityczną, zaczynał jako działacz Niezależnych Republikanów i następnie powstałej na ich bazie Partii Republikańskiej, w której pełnił funkcję sekretarza generalnego (1978–1982). Wraz z republikanami działał w federacyjnej Unii na rzecz Demokracji Francuskiej, w 1978 był wiceprzewodniczącym UDF. W 1997 dołączył do Demokracji Liberalnej. Z tym ugrupowaniem w 2002 przystąpił do Unii na rzecz Ruchu Ludowego, w 2015 przekształconej w Republikanów.
Wielokrotnie obejmował stanowiska na różnych szczeblach administracji samorządowej. Od 1970 do 1988 był radnym departamentu Lozère. W latach 1971–2001 i ponownie od 2008 do 2020 pełnił funkcję mera La Canourgue. Od 1973 do 2010 zasiadał w radzie regionalnej regionu Langwedocja-Roussillon. Przez trzy kadencje (od 1986 do 2004) był jej przewodniczącym, sprawując tym samym urząd prezydenta tego regionu. W 1994 został pierwszym przewodniczącym utworzonego wówczas Komitetu Regionów, na czele tej instytucji stał do 1996.
W latach 1973–1977 i 1978–2001 był deputowanym do Zgromadzenia Narodowego V, VI, VII, VIII, IX, X i XI kadencji, przez pewien czas zajmował stanowisko wiceprzewodniczącego niższej izby francuskiego parlamentu. Od marca 1977 do marca 1978 był sekretarzem stanu ds. rolnictwa w rządzie, którym kierował Raymond Barre. W 2001 zasiadł we francuskim Senacie, mandat wykonywał do 2011, kiedy to nie uzyskał reelekcji na kolejną kadencję.